# Psittaculirostris salvadorii
Psittaculirostris salvadorii là một loài chim trong họ Psittacidae.